# آنالیس مورفی
آنالیس مورفی (انگلیسی: Annalise Murphy؛ زادهٔ ۱ فوریهٔ ۱۹۹۰) قایقران قایق بادبانی زن اهل جمهوری ایرلند است.
وی در مسابقات کشوری و بین‌المللی در مجموع برندهٔ ۱ مدال طلا، ۱ مدال نقره شده‌است.